# Stichelsdorf
Stichelsdorf ist ein Ortsteil der Ortschaft Peißen der Stadt Landsberg im Saalekreis des Bundeslands Sachsen-Anhalt.

## Geografische Lage
Stichelsdorf liegt etwa 10 km östlich von Halle (Saale) an der A14.

## Geschichte
Funde aus dem 8./10. Jh. weisen auf eine slawische Besiedlung von Stichelsdorf hin. Diese Siedlung war durch die Reide, Sümpfe und Teiche geschützt. Die urkundliche Ersterwähnung erfolgte als „Steckilsdorf“ im Jahr 1269. Das Gut Stichelsdorf gehörte als Exklave bis 1698 zum kursächsischen Amt Petersberg, welches im Zuge der Einführung der Reformation im Jahr 1538/40 aus dem säkularisierten Besitz des Klosters Petersberg gebildet wurde.
Mit dem Verkauf des Amts Petersberg an Brandenburg-Preußen im Jahr 1697 wurde auch das Gut Stichelsdorf dem Saalkreis im Herzogtum Magdeburg angegliedert. Mit der 1698 erfolgten Gründung der Franckeschen Stiftungen in Glaucha bei Halle (Saale) durch den Theologen und Pädagogen August Hermann Francke wurde die 100 ha große  landwirtschaftlich genutzte Fläche den Stiftungen zur Selbstversorgung ihrer Zöglinge mit Lebensmitteln überlassen.
Mit dem Frieden von Tilsit wurde Stichelsdorf im Jahr 1807 dem Königreich Westphalen angegliedert und dem Distrikt Halle im Departement der Saale zugeordnet. Es gehörte zum Landkanton Halle. Nach der Niederlage Napoleons und dem Ende des Königreichs Westphalen befreiten die verbündeten Gegner Napoleons Anfang Oktober 1813 den Saalkreis. Bei der politischen Neuordnung nach dem Wiener Kongress 1815 wurde Stichelsdorf im Jahr 1816 dem Regierungsbezirk Merseburg der preußischen Provinz Sachsen angeschlossen und dem Saalkreis zugeordnet.
Am 31. Dezember 1928 wurde der Gutsbezirk Stichelsdorf in die Gemeinde Peißen eingemeindet. 1947 geriet das Gut unter eine Fremdverwaltung. Nach dem Ende der DDR kam das Gut Stichelsdorf unter die Verwaltung der Treuhandanstalt. Ende der 1990er Jahre wurde es in einem komplizierten Restitutionsverfahren von den Franckeschen Stiftungen zurück erworben.
Am 1. September 2010 wurde die Gemeinde Peißen nach Landsberg eingemeindet. Seitdem ist Stichelsdorf ein Ortsteil der Ortschaft Peißen der Stadt Landsberg.

## Verkehrsanbindung
Die A 14, die von Leipzig nach Magdeburg führt, liegt direkt nordöstlich des Orts. Die nächste Abfahrt ist „Halle/Peißen“ im Nordwesten vom Stichelsdorf. Die Abfahrt ist der Kreuzungspunkt der A14 (Dresden-Magdeburg) mit der B100 (Halle – Lutherstadt Wittenberg).